# Štěpánka Hilgertová
Štěpánka Hilgertová (Praag 10 april 1968) is een Tsjechisch kanovaarster gespecialiseerd in slalom.
Hilgertová nam in totaal zesmaal deel aan de Olympische Zomerspelen en veroverde in 1996 en 2000 olympisch goud in de K-1. Hilgertová behaalde in 2012 op 44-jarige leeftijd de vierde plaats op de spelen van Londen. Hilgertová werd individueel wereldkampioen in 1999 en 2003, met het team werd Hilgertová vijfmaal wereldkampioen.
Hilgertová besloot in oktober 2017 op 49-jarige leeftijd haar carrière te beëindigen omdat topsport niet meer te combineren was met haar werk bij de Nationale Bank Tsjechië.

## Belangrijkste resultaten

### Olympische Zomerspelen
| Editie | Plaats    | Resultaten     |
| ------ | --------- | -------------- |
| 1992   | Barcelona | 12e K-1 Slalom |
| 1996   | Atlanta   | K-1 Slalom     |
| 2000   | Sydney    | K-1 Slalom     |
| 2004   | Athene    | 5e K-1 Slalom  |
| 2008   | Peking    | 9e K-1 Slalom  |
| 2012   | Londen    | 4e K-1 Slalom  |

### Wereldkampioenschappen kanoslalom
| Jaar | Plaats              | Resultaten                        |
| ---- | ------------------- | --------------------------------- |
| 1989 | Savage River        | 4e K-1 Slalom · K-1 Slalom team   |
| 1991 | Ljubljana           | 8e K-1 Slalom · K-1 Slalom team   |
| 1993 | Mezzana Rabattone   | 8e K-1 Slalom 5e K-1 Slalom team  |
| 1995 | Nottingham          | 19e K-1 Slalom 5e K-1 Slalom team |
| 1997 | Três Coroas         | K-1 Slalom · 4e K-1 Slalom team   |
| 1999 | La Seu d'Urgell     | K-1 Slalom · 5e K-1 Slalom team   |
| 2002 | Bourg-Saint-Maurice | 48e K-1 Slalom                    |
| 2003 | Augsburg            | K-1 Slalom · K-1 Slalom team      |
| 2005 | Penrith             | 4e K-1 Slalom · K-1 Slalom team   |
| 2006 | Praag               | 5e K-1 Slalom · K-1 Slalom team   |
| 2007 | Foz do Iguaçu       | K-1 Slalom · K-1 Slalom team      |
| 2009 | La Seu d'Urgell     | 17e K-1 Slalom · K-1 Slalom team  |
| 2011 | Bratislava          | 27e K-1 · K-1 Slalom team         |
| 2013 | Praag               | 15e K-1 · K-1 Slalom team         |
| 2014 | Deep Creek Lake     | 4e K-1 Slalom 6e K-1 Slalom team  |
| 2015 | Londen              | 8e K-1 Slalom · K-1 Slalom team   |

1972: Angelika Bahmann ·
1992: Elisabeth Micheler ·
1996: Štěpánka Hilgertová ·
2000: Štěpánka Hilgertová ·
2004: Elena Kaliská ·
2008: Elena Kaliská ·
2012: Émilie Fer ·
2016: Maialen Chourraut ·
2020: Ricarda Funk ·
2024: Jessica Fox
- International Standard Name Identifier: 0000 0000 5849 1974
- Nationale Bibliotheek van Tsjechië: jo20000076875
- Virtual International Authority File: 84115841